# Cypria palustera
Cypria palustera är en kräftdjursart som beskrevs av N. C. Furtos 1935. Cypria palustera ingår i släktet Cypria och familjen Cyprididae. Inga underarter finns listade i Catalogue of Life.